# Iglesia ortodoxa china

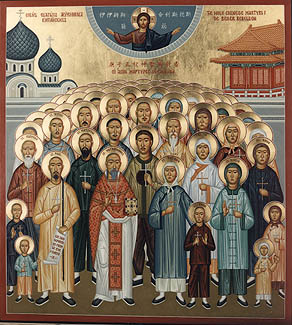
Icono de los mártires ortodoxos de China, 1900.

La Iglesia ortodoxa china fue una iglesia ortodoxa autónoma en China, la cual, antes de la Revolución cultural china de 1966, se estima que tenía veinte mil miembros. Hoy en día, el cristianismo ortodoxo es practicado principalmente por la minoría rusa en China. La Iglesia ortodoxa rusa le concedió autonomía en 1957.
En 1949 se abrieron 106 iglesias ortodoxas en China. Entre los feligreses había refugiados rusos y aproximadamente 10 000 conversos chinos. Muchas iglesias fueron destruidas durante la Revolución Cultural (la iglesia ortodoxa de San Nicolás en Harbin, por ejemplo). A fines de la década de 1960, prácticamente dejó de existir y no ha sido restaurada de facto hasta el día de hoy y no está registrada a nivel de una institución religiosa estatal debido a su pequeño tamaño y fragmentación, aunque el patriarcado de Moscú continúa considerando que existe. 
El gobierno de la República Popular de China extiende el reconocimiento oficial a cinco comunidades religiosas: budismo, taoísmo, islam, catolicismo y protestantismo. Sin embargo, este reconocimiento no se extiende a la Iglesia ortodoxa; nunca se ha creado una asociación nacional ortodoxa en China. No obstante en la década de 2010 se han tomado medidas tentativas entre China y Rusia para revivir la Iglesia ortodoxa china. Se ha especulado que esto es parte de un esfuerzo de los dos gobiernos para forjar vínculos más estrechos en respuesta a la hegemonía estadounidense percibida.
En la actualidad, solo hay tres comunidades en China continental con servicios semanales regulares y clero residente. La comunidad de Beijing se reúne en la restaurada Iglesia de la Dormición en los terrenos de la Embajada de Rusia en Dongzhimen; la comunidad de Shanghái en el consulado ruso; y la Iglesia de la Intercesión, Harbin, la única abierta a los ciudadanos chinos para el culto regular. En otras partes, las congregaciones sin sacerdotes continúan reuniéndose en el noreste de China (en Heilongjiang y en otros lugares) y en China occidental (Xinjiang, Ürümqi y Ghulja) con, aparentemente, el consentimiento tácito del gobierno. También hay parroquias ortodoxas en la provincia de Guangdong y en Shanghái. Actualmente, dos antiguas iglesias ortodoxas en Shanghái están en proceso de ser devueltas a la Iglesia, pero actualmente no se realizan actividades dentro de ellas.
El 17 de febrero de 1997 el Santo Sínodo de la Iglesia ortodoxa rusa decidió: Dado que en la actualidad la Iglesia ortodoxa autónoma china no tiene su propio primado, hasta su elección como Consejo Local de esta Iglesia, de acuerdo con los cánones ortodoxos, la gestión canónica de las diócesis de la Iglesia ortodoxa autónoma china es realizada por el primado de la Iglesia Madre: el patriarca de Moscú y toda Rusia. La decisión de cuestiones prácticas sobre la regulación de la vida ortodoxa en China en el marco de conformidad con la ley china, se confía el presidente del Departamento de Relaciones Externas de la Iglesia.
En marzo de 2018, la Iglesia ortodoxa china obtuvo la aprobación del gobierno para preparar nuevos sacerdotes en seminarios teológicos rusos. En 2020 hay cuatro parroquias legalmente operativas de la Iglesia ortodoxa china: en Harbin, Labdarin, Inin y Urumqi. En la actualidad, dos sacerdotes están sirviendo en la Iglesia ortodoxa china. Los sacerdotes ortodoxos de Rusia prestan servicios a ciudadanos rusos en el territorio de las misiones diplomáticas de la Federación de Rusia en Beijing y Shanghái. 
La Iglesia ortodoxa opera de manera relativamente libre en Hong Kong, donde hay dos parroquias: la catedral ortodoxa griega de San Lucas (metropolitanato ortodoxo oriental de Hong Kong y el Sudeste Asiático bajo el patriarcado ecuménico) y la parroquia ortodoxa rusa de los Santos Pedro y Pablo bajo el patriarcado de Moscú. También hay presencia en Taiwán (donde el archimandrita Jonah George Mourtos dirige una Iglesia misionera).
Aunque muchos de ellos han adoptado el budismo tibetano, los evenkis de la Federación de Rusia y China son un pueblo cristiano nominalmente ortodoxo. Son uno de los únicos pueblos asiáticos que nominalmente practican el cristianismo ortodoxo, que adoptaron voluntariamente (en lugar de ser obligados a hacerlo). También hay alrededor de 3000 evenkis en la vecina Heilongjiang.

## Diócesis
- Metropolitanato de Beijing: creada en 1918, desde 2009 administrada por el patriarca de Moscú.
  - Diócesis de Harbin: creada en 1922, desde 2009 administrada por el patriarca de Moscú.
  - Diócesis de Shanghái: creada en 1922, desde 2009 administrada por el patriarca de Moscú.
  - Diócesis de Tianjín: creada en 1922, desde 2009 administrada por el patriarca de Moscú.
  - Diócesis de Xinjiang: creada en 1934, desde 2002 el cuidado pastoral ha sido realizado por el metropolitano de Astaná y Alma-Atá.
  - Parroquias en la región autónoma de Mongolia Interior: desde 2002 el cuidado pastoral ha sido realizado por el obispo de la diócesis de Chita.